# Виктор Зингер
Виктор Александрович Зингер (рус. Виктор Александрович Зингер; Давидово, 29. октобар 1941 − Москва, 24. септембар 2013) био је совјетски и руски хокејаш на леду који је током каријере играо на позицији голмана. Петроструки је светски првак и олимпијски победник и Заслужни мајстор спорта Совјетског Савеза од 1967. године.
Дипломирао је 1973. на Државном универзитету за физичку културу и спорт у Москви.

## Биографија
Зингер је играчку каријеру започео у дресу московског ЦСКА 1958. године у тренутку када је тај клуб предоводио један од, у то време, најбољих совјетских тренера Анатолиј Тарасов. Иако је у дресу ЦСКА провео пуне три сезоне Зингер у том периоду није успео да се избори за место у првом тиму у ком су му главна конкуренција били тада неприкосновени Николај Пучков и Јуриј Овчуков. Године 1961. прелази у редове екипе СКА из Кујбишева и исте године дебитује у совјетском првенству. Након три сезоне враћа се у Москву и постаје играч Спартака за који је играо наредних 13 сезона и са којим је освојио и три титуле националног првака (1967, 1969. и 1976. године). У совјетском првенству одиграо је укупно 340 утакмица. 
Као члан репрезентације Совјетског Савеза освојио је четири златне медаље на светским првенствима (1965, 1966, 1967. и 1969) те златну олимпијску медаљу на ЗОИ 1968. одржаним у француском Греноблу. На свим тим турнирима, осим на СП 1969, Зингер је био помоћни голман, у то време најбољем совјетском (и светско) голману, Виктору Коноваленку. За совјетску репрезентацију одиграо је укупно 57 утакмица. 
У Спартаку је остао и по окончању играчке каријере, првотно је радио као тренер голмана главног тима, а затим и као главни тренер јуниорске екипе клуба. 